# 沛城街道
沛城街道是中华人民共和国江苏省徐州市沛县下辖的一个街道办事处。
2014年10月16日，江苏省人民政府批复同意撤销沛城镇，以原沛城镇的西郊、泗水、汤沐、大风、新风、南谭、鼓楼、正阳、新建、香城、汉台、西关、杨彭庄、郝小楼、东关、南关、李集、鹿湾、任庄19个居委会和蒋庄、孔庄、邓园、张桥、户屯、金沟、赵圈、封楼、刘庄、石河、潘阁、纪庄12个村委会区域设立沛城街道办事处，街道办事处驻歌风路11号。

## 行政区划
沛城街道下辖以下村级行政区划单位：
泗水社区、汤沐社区、大风社区、新风社区、南潭社区、古楼社区、正阳社区、新建社区、香城社区、汉台社区、西关社区、杨彭庄社区、郝小楼社区、东关社区、南关社区、西郊社区、鹿湾社区、李集社区、孔庄社区、邓园社区、张桥社区、蒋庄社区、任庄社区、封楼社区、刘庄村、户屯村、金沟村、赵圈村、石河村、潘阁村和纪庄村。